# Zerographie

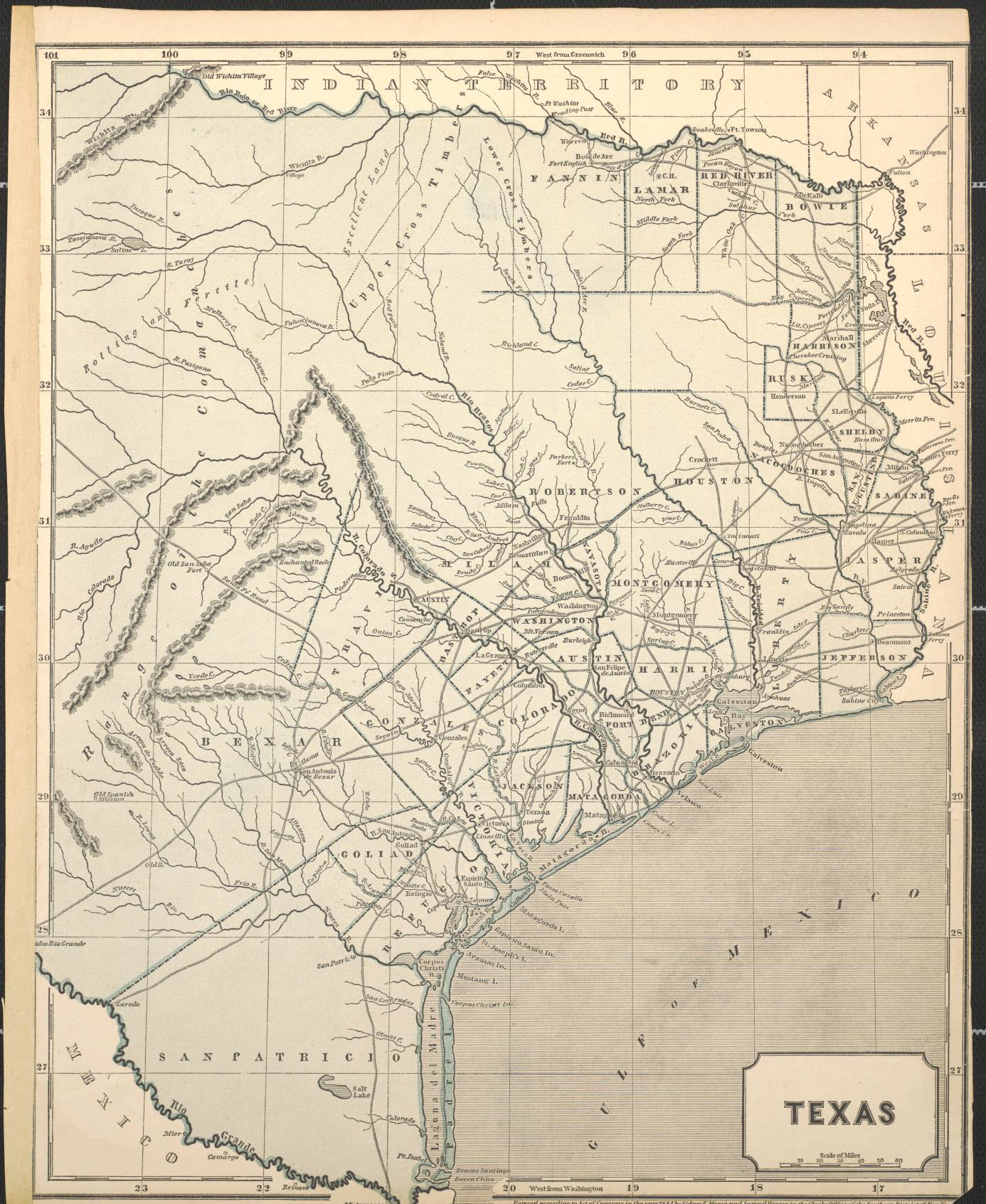
Zerographie: Sidney Edwards Morse und Samuel Breese, Texas, 1844

Die Zerographie (auch Zerografie geschrieben; von altgriechisch κηρός kērós „Wachs“  und -graphie, wörtlich „Wachsschrift“ oder „Wachsschreibung“), auch Wachsgravierung genannt, ist ein Verfahren, in Wachs zu gravieren.
Das Verfahren besteht darin, dass man eine polierte Kupferplatte mit einer Wachsschicht überzieht und darauf eine Zeichnung ausführt oder eine Photographie überträgt. Die Linien werden dann mit einem Stichel bis auf die Platte ausgeschnitten, Schriften mit gewöhnlichen Typen eingeprägt und die Platte anschließend in einem galvanischen Bad reproduziert.
Die Zerographie wurde vornehmlich in den USA zur Herstellung von Landkarten und Plänen benutzt.

## Belege
1. ↑  Zerografie – Eintrag beim Duden (Abgerufen am: 6. September 2013)